# Amsterdamse Schouwburg
Amsterdamse Schouwburg är en teater vid Leidseplein i Amsterdam i Nederländerna. Det var Nederländernas första permanenta teaterbyggnad.  Det fungerar nu som Nederländernas nationalteater. 

## Historia
Amsterdams första stadsteater uppfördes vid Keizersgracht av Jacob van Campen 1637 och öppnade med föreställningen Gysbrecht van Aemstel av Joost van den Vondel den 3 januari 1638. 
Byggnaden ersatte av en ny teater på samma plats uppförd av Jan Vos 1664. Teatern var stängd 1747-1749 men fick sedan tillstånd att öppna igen. Teatern brann ned 1772.
Ett tredje Schouwburg uppfördes av V.E. Witte vid Leidseplein och invigdes 1774. Schouwburg brann ned 1890.
Ett fjärde Schouwburg uppfördes på samma plats som det tredje 1892-1894.